# Kapala furcata
Kapala furcata är en stekelart som först beskrevs av Fabricius 1804.  Kapala furcata ingår i släktet Kapala och familjen Eucharitidae. Inga underarter finns listade i Catalogue of Life.